# Silvio Gallo
Silvio Donizetti de Oliveira Gallo (Campinas, 17 de setembro de 1963) é um filósofo, pedagogista e filósofo anarquista brasileiro, autor de uma série de publicações fundamentais que o tornaram um dos principais expoentes da pedagogia libertária no Brasil.   Membro de diversas associações científicas do campo da Filosofia da Educação no Brasil e no exterior, no biênio 2014-2016 é Presidente da SOFIE - Sociedade Brasileira de Filosofia da Educação. É co-editor da Revista Fermentario, publicada pela FFyH da Universidad de la República (Uruguai) e pela FE-Unicamp. Editor associado da Revista Pro-Posições, da Faculdade de Educação da Unicamp. Tem experiência na área de Educação, com ênfase em Filosofia da Educação, atuando principalmente nos seguintes temas: filosofia francesa contemporânea e educação, ensino de filosofia, ensino médio, filosofia e transversalidade, anarquismo e educação.

## Formação
Em 1986 Gallo se formou no curso de Filosofia pela Pontifícia Universidade Católica de Campinas. Em 1990 tornou-se mestre em Educação pela Universidade Estadual de Campinas, sua dissertação de mestrado, intitulada Educação anarquista: por uma pedagogia do risco seria publicada alguns anos depois com o título Pedagogia do Risco: Experiências Anarquistas em Educação. Em 1993 recebe o título de doutor  e livre docente em Educação também pela Universidade Estadual de Campinas, com a tese intitulada Autoridade e a construção da liberdade: o paradigma anarquista em educação.

## Docência
Desde 1996 é professor associado III (MS - 5.3) pela Universidade Estadual de Campinas. Foi professor titular da Universidade Metodista de Piracicaba entre os anos de 1990 e 2005. Possui uma ampla atuação na área da Educação e especificamente na área da Filosofia da Educação, com os temas filosofia francesa contemporânea e educação, ensino de filosofia, ensino médio, filosofia e transversalidade, anarquismo e educação, e pedagogia libertária. Desde 2007 é bolsista produtividade do CNPq

## Citação
"...a educação tradicional veiculada pelo capitalismo teria por objetivo disseminar a ideologia da perpetuação e manutenção do sistema social, ensinar a ver o mundo de uma maneira socialmente aceita, a agir segundo esses parâmetros. A educação anarquista, por sua vez, teria por objetivo desestruturar essa ideologia social e ensinar a construção da liberdade, para que cada um pense e aja à sua maneira, criando sua própria ideologia, assumindo sua singularidade, sem no entanto fechar-se para a amplitude do meio social"

## Publicações
- Pedagogia Libertária - Anarquistas, Anarquismos e Educação. São Paulo: Editora Imaginário/ Editora da Universidade Federal do Amazonas, 2007
- Educação do Preconceito - ensaios sobre poder e resistência. Campinas: Editora Alínea, 2004
- de Filosofia: Teoria e Prática. Ijuí: Editora Unijuí, 2004
- A Formação de Professores na Sociedade do Conhecimento. Bauru: EDUSC, 2004
- A Filosofia e seu Ensino. Campinas: CEDES - Centro de Estudos Educação e Sociedade, 2004
- Filosofia do Ensino de Filosofia. Petrópolis: Vozes, 2003
- Deleuze & a Educação. Belo Horizonte: Autêntica, 2003
- Filosofia no Ensino Médio. Petrópolis: Vozes, 2000
- Anarquismo: uma introdução filosófica e política. Rio de Janeiro: Achiamé, 2000
- Ética e Cidadania: Caminhos da Filosofia. Campinas: PAPIRUS, 1997
- Educação Anarquista: Um Paradigma para Hoje
- Pedagogia do Risco Experiências Anarquistas em Educação, 1995